# Franck Renou
Franck Renou, né le 19 novembre 1973 à Ancenis, en Loire-Atlantique, est un footballeur professionnel français, professionnel jusqu'en 2001, qui évolue au poste d'attaquant.

## Biographie

### Formation
Franck Renou intègre la Jonelière, le centre de formation du FC Nantes, à l'âge de 13 ans puis obtiendra près de 40 sélections en équipe de France de 14 à 18 ans au travers des différentes catégories d’âges. À l’âge de 16 ans en tant que capitaine de la sélection de l’équipe de France, il gagnera le titre de meilleur joueur d’un tournoi international disputé en Hongrie. L’année suivante à 17 ans, il gagnera également en tant que capitaine le titre de Champion de France de la catégorie des moins de 17 ans. Parallèlement à l’apprentissage du métier de footballeur professionnel, il décroche le diplôme du baccalauréat en gestion, commerce et comptabilité.

### Carrière professionnelle
Le lendemain de ses 20 ans, le 20 novembre 1993, il dispute son premier match avec l’équipe professionnelle du FC Nantes face à l’AS Cannes. De 1993 à 1996, il dispute avec le FC Nantes 35 matches de ligue 1, 10 en coupe d'Europe et 7 en coupes nationales, récoltant au passage le titre de champion de France en 1995 et participant à un quart de finale de coupe UEFA face au Bayer Leverkusen en 1994, puis à une demi-finale retour de Ligue des champions contre le futur champion d’Europe (Juventus Turin) en 1996, où il se distingue notamment en marquant le but de la victoire qui sera malheureusement insuffisant pour accéder à la finale.
Transféré en 1996 au Lille OSC, il dispute 29 matches de Division 1 lors de la saison 1996-1997 puis évolue les deux saisons suivantes en Division 2.
En juillet 1999, il signe avec le FC Sion (Suisse), où après une année, il retrouve l'élite et est élu meilleur joueur du championnat.
En 2000-2001, il dispute 29 matches de D1 suisse, puis retrouve la France pour la saison 2001-2002 avec le Stade brestois en National en participant à 24 matches.

### Reconversion
En 2003, il signe à l'USJA Carquefou (près de Nantes) en CFA2 pour la saison 2003-2004 et entame sa reconversion professionnelle en intégrant l'École supérieure de commerce de Rennes, où il décroche une licence professionnelle de conseiller commercial en assurances de personnes et produits financiers. En 2004, il intègre à Nantes en tant que conseiller en gestion de patrimoine le Groupe Tanguy Finances, l’un des tout premiers cabinets-conseils indépendants spécialisés en gestion du patrimoine en France.
Il continue de jouer à l’US La Baule, club de football de niveau régional supérieur pour encore deux saisons.
En 2009, il crée sa société de conseil en gestion de patrimoine indépendant puis s'installe à nouveau dans la région du Valais en Suisse après son passage de deux ans à Sion en tant que footballeur professionnel. En complément de l’activité de conseiller en gestion de patrimoine indépendant, il commence une activité d’agent immobilier indépendant sur la région du Valais en Suisse.
En 2010, il intègre Le Team M60 du FC Monthey, en Valais afin de continuer à partager la passion du football.
En 2012, il est le président du comité d’organisation du match de gala en faveur de l’association Integrar Arte e Vida qui a eu lieu au stade d'Octodure le 20 mai à Martigny en Valais.
Ce match a opposé l'équipe du FC Sion 1996-1997, ayant réalisé le doublé coupe championnat Suisse cette saison là, et le Team Marcel Desailly qui est l'un des parrains de l’association Integrar Arte e Vida. Cette association qui apporte un soutien éducatif à près de 4000 enfants des quartiers défavorisés du district de Santos dans l'état de São Paulo, piloté par l'association brésilienne des sports.
En 2016, Franck Renou continue de développer son activité d'agent immobilier indépendant essentiellement sur le canton du Valais en Suisse. 
En 2017, il devient secrétaire de l'Amicale Auto-Rétro d'Octodure, nouveau club créé à Martigny la même année, qui cherche à réunir des amateurs et des propriétaires de voitures anciennes dans un esprit convivial. Cette Amicale organise au minimum une à deux sorties par année à travers de magnifiques régions par des routes secondaires, afin de profiter de somptueux paysages, de plaisirs gastronomiques, de produits du terroir ainsi que des particularités liées aux sites visités. Elle a également comme objectif de faire connaître à ses futurs membres, les divers événements et manifestations en rapport avec les véhicules anciens, à savoir, les ventes aux enchères, les bourses d’échanges, les visites des musées automobiles, les rallyes de régularités, les figurations dans les productions cinématographiques, les manifestations des autres clubs, etc…; De plus, L’Amicale soutient des œuvres caritatives liées au développement des enfants en difficulté. 
Le 16 septembre 2019, à la suite de la sollicitation de Fabrice Martina, président du FC Martigny-Sports, il fait son retour dans le domaine du football en acceptant le poste de vice-président de ce club valaisan. 
En novembre 2020, il crée la société Alliance Immobilière Romande SA, afin de pouvoir répondre à une demande toujours plus importante de l'ensemble des acteurs du marché immobilier, et par conséquent mieux les servir. 
Le 28 août 2021, à la suite de la sollicitation de la Jeune Chambre Internationale du Chablais, il est l'un des membres co-organisateurs de la RETROMOBILE du chablais en tant que secrétaire de l'Amicale Auto-Rétro d'Octodure. 
Le 28 mars 2022, il ouvre avec des partenaires privés, dont le célèbre fromager Eddy Baillifard alias Monsieur Raclette du Valais, l'épicerie fine Saveurs des Alpes autour du Mont-Blanc, qui propose des produits des terroirs du triangle de l'amitié caractérisé par l'espace transfrontalier autour du Mont-Blanc. Partagé entre l'Italie, la France et la Suisse, le massif du Mont-Blanc aurait pu, par son altitude et son volume, constituer une barrière hermétique. Or on constate depuis des siècles que des relations ont toujours existé entre les communautés montagnardes qui vivent de part et d'autre des hauts sommets. Grâce à un sentiment d'appartenance commun, la montagne a rapproché les hommes. Le triangle de l'amitié en est un symbole vivant. 
Le 12 octobre 2023, à la suite de la sollicitation de Nicolas Claret, président de l'association Planète Sports www.planete-sports.ch, il est nommé membre du comité en tant que responsable sponsoring. 
Cette organisation a été créée dans le but de promouvoir le sport et de soutenir la jeunesse. Les membres de l'association Planète Sports croient en l’importance du sport comme moyen de développement personnel, de renforcement de la communauté et de promotion de valeurs positives.
L'objectif sera de promouvoir le sport en tant qu’outil de développement physique, mental et social des jeunes, tout en fournissant une plateforme médiatique pour mettre en lumière les réalisations sportives et les aspirations de la jeunesse.

## Carrière
- 1993-1996 :  FC Nantes Atlantique
- 1996-1999 :  Lille OSC
- 1999-2001 :  FC Sion
- 2001-2002 :  Stade brestois 29[1]

## Palmarès

### Avec le FC Nantes
- Vainqueur du Championnat de France de football en 1995.